# Hyperolius acuticeps
Hyperolius acuticeps är en groddjursart som beskrevs av Ahl 1931. Hyperolius acuticeps ingår i släktet Hyperolius och familjen gräsgrodor. IUCN kategoriserar arten globalt som livskraftig. Inga underarter finns listade i Catalogue of Life.